# Gabriel Vila
Gabriel Vila, surnommé Gaby, est un spéléologue français né en 1912 da s la province de Huelva et décédé en 1969 à Toulouse.
Gabriel Vila, co-inventeur de la grotte de Clamouse, fut trésorier, puis vice-président de la Société spéléologique de France avant de prendre, de 1960 à la veille de sa mort, la responsabilité de la revue fédérale Spelunca.